# Platypalpus pygmaeus
Platypalpus pygmaeus är en tvåvingeart som först beskrevs av Johann Wilhelm Meigen 1838.  Platypalpus pygmaeus ingår i släktet Platypalpus och familjen puckeldansflugor.
Artens utbredningsområde är Tyskland. Arten är reproducerande i Sverige. Inga underarter finns listade i Catalogue of Life.